# Montuenga (Burgos)
Montuenga es una localidad española, constituida como entidad local menor, del municipio de Madrigalejo del Monte, perteneciente a la provincia de Burgos, en la comunidad autónoma de Castilla y León.

## Geografía
La localidad, situada en la comarca de Arlanza, se encuentra en el norte del municipio y dista 5,5 km de la capital de este, Madrigalejo. El acceso se realiza desde la autovía del Norte (A-1) de Madrid a Irún, por la carretera que conduce a Villangómez, junto al ferrocarril directo Madrid-Burgos y polígono industrial de Valdorros. En el término se puede encontrar una gran variedad de fauna y flora concentradas en el manantial situado en el centro de este.

## Historia
A mediados del siglo XIX, el lugar, ya por entonces perteneciente a Madrigalejo, tenía contabilizada una población de 217 habitantes. Aparece descrito en el decimoprimer volumen del Diccionario geográfico-estadístico-histórico de España y sus posesiones de Ultramar de Pascual Madoz de la siguiente manera:

MONTUENGA: l. en la prov., dióc, aud. terr. y c. g. de Burgos (3 1/2 leg.), part. jud. de Lerma (3), y ayunt. de Madrigalejo (3/4): sit. en llano, con clima templado y saludable; reinan todos los vientos y las enfermedades que comunmentese padecen son las tercianas. Tiene 28 casas de debil construccion y poco cómodas; una escuela de primera educacion para ambos sexos, á la que asisten 18 alumnos, cuyo maestro que reune ademas los cargos de secretario del ayunt. y campanero, está dotado con 26 fan. de comuña; casa municipal y en ella la cárcel; una fuente próxima al pueblo, de cuyas aguas, que son de buena calidad, se surten los vec. para beber y demas usos; una igl. parr. matriz (Sta. Maria Magdalana), y un cementerio bien sit., sirviendo el culto de aquella un cura párroco y un sacristan; el curato es de provision ordinaria, previa oposicion entre los hijos patrimoniales. El térm. confina N. Villangomez; E. Valdorros, y. S. Madrigalejo y Villamayor. El terreno es secano, flojo y de mediana calidad, hallándose 2 montes, uno al E. y otro al S.de la jurisd., poblados, este de enebros y encinas, y aquel de robles en su mayor parte, estepas y otras matas bajas: este pueblo posee ademas bastantes egidos para pastos y estos los crian tambien los espresados montes. Los caminos son malos y comunican con los pueblos limítrofes. correos: la correspondencia se recibe de Lerma por encargo particular. prod.: trigo, comuña, centenó, cebada, avena, titos, lentejas, yeros, lino y cáñamo: cria ganado lanar, cabrio y vacuno de labor y caza de liebres y perdices. ind.: la agrícola: se importa vino y aceite, y se estraen huevos y otros art. sobrantes. pobl.: 32 vec., 80 alm. cap. prod.: 774,500 rs. imp.: 75,927. contr.: 2,509 rs. 3 mrs.
(Madoz, 1848, pp. 571-572)

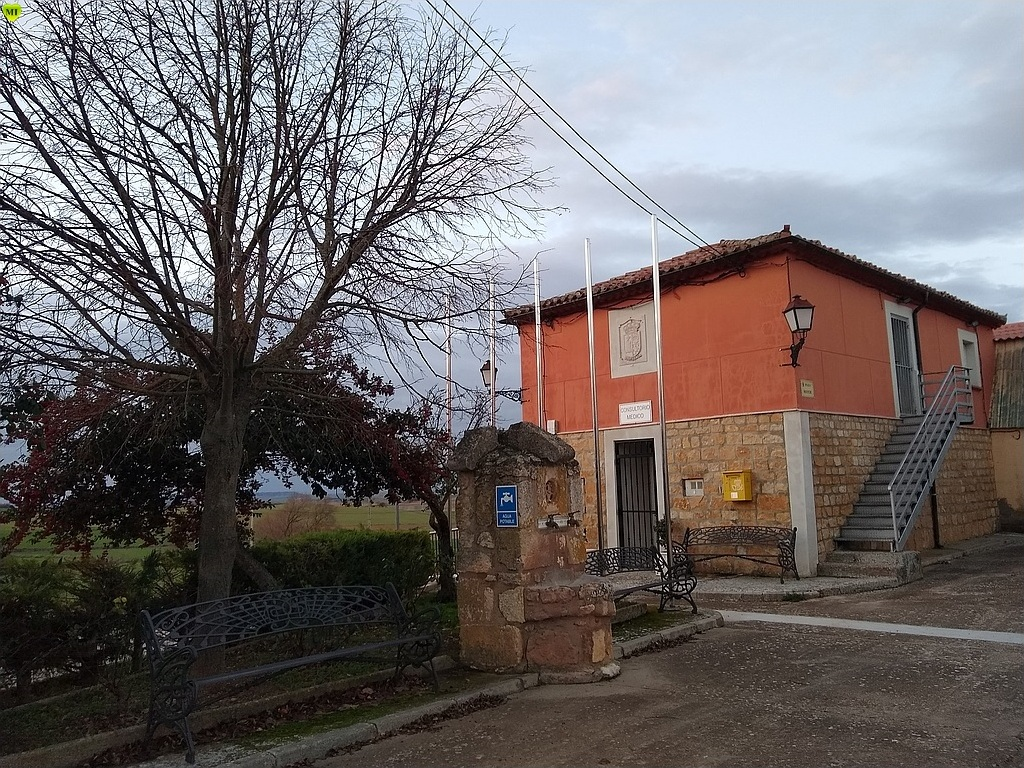
Consultorio médico y junta vecinal

Entre el censo de 1857 y el anterior, este municipio desapareció al integrarse en el de Madrigalejo del Monte (09197). El código INE del antiguo municipio era 095075. En la localidad nació en 1958 José Antonio Ortega Lara, conocido por haber permanecido 532 días (entre 1996 y 1997) secuestrado por ETA.
Su alcalde pedáneo, en el periodo 2015-2019 es Amador Temiño Ortega (PP). Su actual alcalde es Roberto Azofra Lara.

## Demografía
En 1842 contaba con 32 hogares y 80 vecinos. En 2006, contaba con 69 habitantes.

## Patrimonio

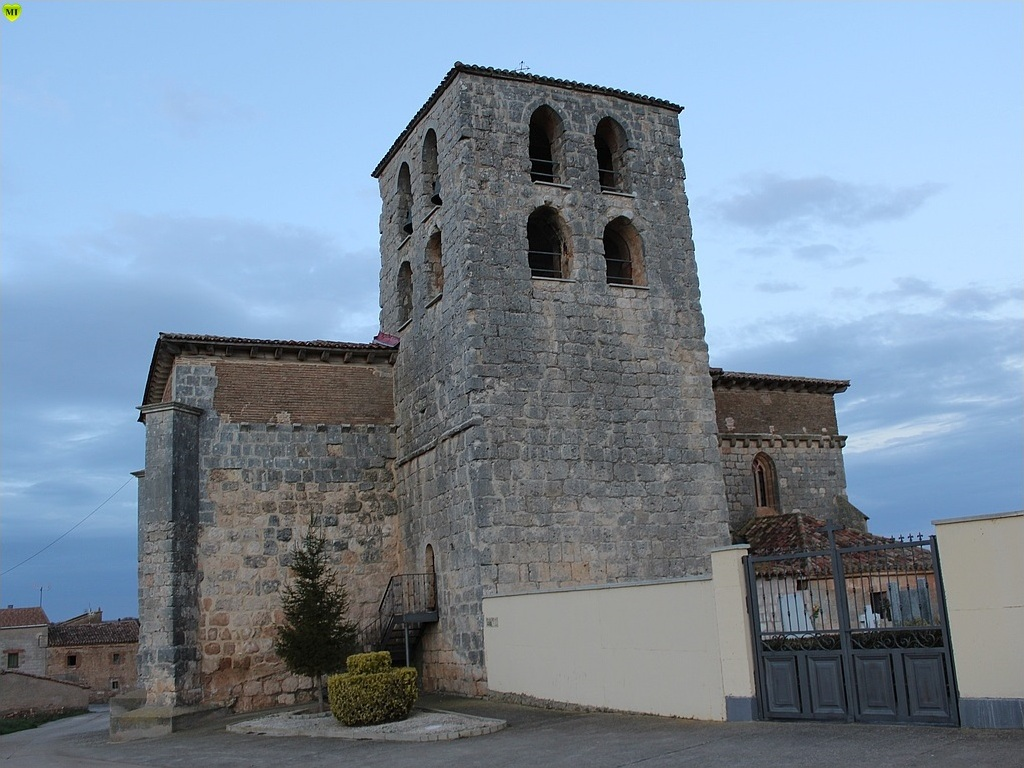
Iglesia de Santa María Magdalena

En la localidad hay una iglesia bajo la advocación de Santa María Magdalena.